# Xordàkovo
Xordàkovo (en rus: Шордаково) és un poble de Kabardino-Balkària, a Rússia, que el 2019 tenia 1.705 habitants. Pertany al districte rural de Zalukókoaje.